# Agrostis wulingensis
Agrostis wulingensis é uma espécie de gramínea do gênero Agrostis, pertencente à família Poaceae.